# Rhinophis porrectus
Rhinophis porrectus är en ormart som beskrevs av Frank Wall 1921. Rhinophis porrectus ingår i släktet Rhinophis och familjen sköldsvansormar. Inga underarter finns listade i Catalogue of Life.
Arten förekommer i kulliga områden i Centralprovinsen samt i Nordvästprovinsen i Sri Lanka. Honor lägger inga ägg utan föder levande ungar.